# アルファタウリ・AT04
アルファタウリ・AT04 (AlphaTauri AT04) は、スクーデリア・アルファタウリが2023年のF1世界選手権参戦用に開発したフォーミュラ1カーである。

## 概要
ドライバーは今年からチームに加入したニック・デ・フリースと、前年から引き続き角田裕毅が務める。当初マシンの素性は決して良いとは言えず、F1関係者の間では「2023年型で最も遅いマシン」とも評された。
第11戦イギリスGPをもってデ・フリースは解雇され、代わりに今季レッドブルのリザーブドライバーを務めていたダニエル・リカルドの起用が発表された。
しかし、夏休み明けの第14戦・オランダの初日フリー走行でリカルドがクラッシュし左手を骨折した。このため翌日以降は、今季スーパーフォーミュラへの参戦と並行でリザーブドライバーを務めていたリアム・ローソンを急遽起用。リカルドの回復に時間を要すると見られることから、ローソンが当面の間代役として角田とコンビを組むこととなった。
第19戦アメリカグランプリにてダニエル・リカルドが怪我から復帰しシーズン最終戦までドライバーを担当した。シーズン中盤から続けられていたマシンのアップデートがこのレースで一通り出揃ったことで、コーナリングスピードが向上しトップチームとのタイム差が縮小。以後最終戦まで、トップ10圏内に食い込めるレベルに浮上することができた。
AT04は、スクーデリア・アルファタウリによって製造および設計された4番目のシャーシである。
翌年からチーム名が「ビザ・キャッシュアップ・RB・フォーミュラワン・チーム」へと改称されるため、スクーデリア・アルファタウリとしての最後のフォーミュラ1カーとなった。

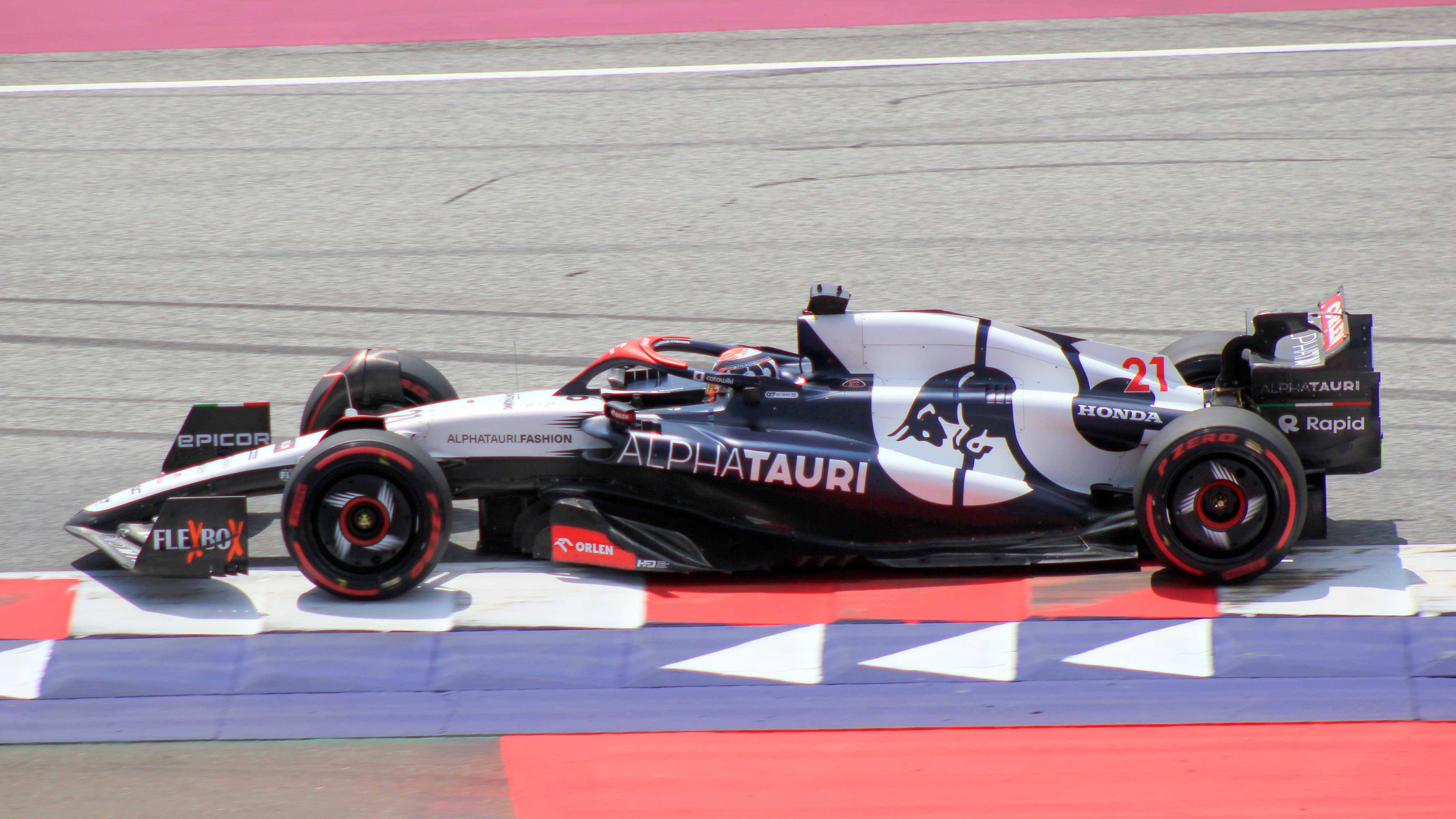
FIA F1 Austria 2023 Nr. 21

## 記録
| 年   | No. | ドライバー   | BHR | SAU | AUS | AZE | AZE | MIA | MON | ESP | CAN | AUT | AUT | GBR | HUN | BEL | BEL | NED | ITA | SIN | JPN | QAT | QAT | USA | USA | MXC | SÃO | SÃO | USA | ABU | ポイント | ランキング |
| ---- | --- | ------------ | --- | --- | --- | --- | --- | --- | --- | --- | --- | --- | --- | --- | --- | --- | --- | --- | --- | --- | --- | --- | --- | --- | --- | --- | --- | --- | --- | --- | -------- | ---------- |
| 2023 | 21  | デ・フリース | 14  | 14  | 15† | 14  | Ret | 18  | 12  | 14  | 18  | 17  | 17  | 17  |     |     |     |     |     |     |     |     |     |     |     |     |     |     |     |     | 25       | 8位        |
| 2023 | 22  | 角田         | 11  | 11  | 10  | Ret | 10  | 11  | 15  | 12  | 14  | 16  | 19  | 16  | 15  | 18  | 10  | 15  | DNS | Ret | 12  | 11  | 15  | 14  | 8   | 12  | 6   | 9   | 18† | 8   | 25       | 8位        |
| 2023 | 3   | リカルド     |     |     |     |     |     |     |     |     |     |     |     |     | 13  | 10  | 16  | WD  |     |     |     |     |     | 12  | 15  | 7   | 9   | 13  | 14  | 11  | 25       | 8位        |
| 2023 | 40  | ローソン     |     |     |     |     |     |     |     |     |     |     |     |     |     |     |     | 13  | 11  | 9   | 11  | Ret | 17  |     |     |     |     |     |     |     | 25       | 8位        |

- 太字はポールポジション、斜字はファステストラップ。
- † 印はリタイアだが、90%以上の距離を走行したため規定により完走扱い。
- 第6戦エミリア・ロマーニャGPは、イタリア北部で記録的な豪雨による洪水のため中止[7]。